# Varkoly László
Varkoly László (Olaszliszka, 1960. február 16. –) magyar képzőművész, festő- és szobrászművész.

## Munkássága
1986-ban diplomázott az Egri Tanárképző Főiskola rajz szakán, ahol mestere Sarkadi Péter volt. Mint festő tagja 1982–től a Fiatal Képzőművészek Stúdiójának, 1986-tól a Magyar Népköztársaság Művészeti Alapjának, majd a Magyar Alkotóművészek Országos Egyesületének. 1980-tól a képzőművészet experimentális problémáival foglalkozik. Az 1980-as években hiperrealista és fotórealista festményeket,grafikai munkákat készít,performanszokat, képzőművészeti akciókat rendez. Az 1990-es évektől papír, márvány, bronz szobrokat készített. Számos hazai és külföldi tárlaton mutatták be munkáit. Alkotásai megtalálhatók olyan jelentős közgyűjteményekben, mint a Magyar Nemzeti Galéria Budapest, Szombathelyi Modern Képtár, Tragor Ignác Múzeum, Vác, hiperrealista gyűjteménye, stb. Az utóbbi években papír és polikróm márványszobraiból rendezett kiállításokat. A Magyar Szobrász Társaság tagja.
2006-ban megkapta az Oktatási és Kulturális Minisztérium által meghirdetett Római Magyar Akadémia képzőművészeti ösztöndíját. 2008-ban a Fővárosi Önkormányzat Salzburgi ösztöndíját kapta meg. 2011-ben az NKA támogatásával részt vett az Egyesült Államokban Actonban rendezett CAI, New Art Archeology Simposium-on. 2013 óta ismét festészettel is foglalkozik

## Egyéni kiállítások
- 1983 Szeged, IH Kiállító.
- 1984 Budapest, Fiatal Művészek Klubja.
- 1987 Tatabánya, Kernstok Terem.
- 1987 Dunaújváros, MMk Galéria.
- 1987 Budapest, Fiatal Művészek Klubja.
- 1988 Székesfehérvár, IH.
- 1989 Szombathely, Képtár.
- 1990 Budapest, Stúdió Galéria.
- 1990 Budatétény, Műv. Ház Galéria.
- 1991 Vác, Görög Templom Kiállítóterme.
- 1991 Oroszlány, Művelődési Központ.
- 1998 Tatabánya, Szabadtéri Bányászati Múzeum, Hidegzuhany Galéria.
- 1999 Tatabánya, A Közművelődés Háza.
- 1999 Csurgó Városi Múzeum.
- 2000 Tatabánya, Kortárs Galéria.
- 2000 Budapest, MEGA CENTER md stúdió galéria.
- 2000 Budapest, Pólus Center, Kinnarps bemutatóterem.
- 2001 Tatabánya, Tatabányai Múzeum.
- 2002 Budapest, Csepel Galéria.
- 2002 Budapest, Kinnarps Váci úti bemutatóterme.
- 2004 Budapest, Kultucca, Ráday utca, – utca kiállítás.
- 2005 Budapest, Galéria IX
- 2006 Budapest, Ökollégium Art galéria
- 2007 Szentendre, Rodin Galéria
- 2008 Tatabánya, Kortárs Galéria,- kamaratárlat

## Kollektív kiállítások
- 1982 Budapest, Műcsarnok, Stúdió 82.
- 1983 Budapest, Ernst Múzeum, Stúdió 83.
- 1984 Budapest, Magyar Nemzeti Galéria, Mai Magyar Grafika és Rajzművészet.
- 1984 Budapest, Belvárosi IH, Maria Fesztivál.
- 1985 Budapest, Ernst Múzeum, Stúdió 85.
- 1985 Budapest, Csili Galéria, Művésztanárok kiállítása.
- 1986 Dunaújváros Uitz Terem, Grafikai tárlat.
- 1986 Esztergom, Balassa Bálint Múzeum, Tavaszi tárlat.
- 1986 Tatabánya, A Közművelődés Háza, A hónap műtárgya.
- 1986 Budapest, Történeti Múzeum, Stúdió 86.
- 1987 Tatabánya A Közművelődés Háza, Fiatal Komárom megyei képzőművészek tárlata.
- 1987 Kaposvár, Somogyi Képtár, VI. Dunántúli tárlat.
- 1987 Budapest, Csontvári Terem, Komárom megyei képzőművészek tárlata
- 1987 Budapest, Ernst Múzeum, Stúdió 87.
- 1987 Varsó, Varsói Centrum Sztuki, Fiatal Magyar Képzőművészek tárlata.
- 1987 Salgótarján, Nógrádi Sándor Múzeum, 18. Salgótarjáni tavaszi tárlat.
- 1988 Tata, Kuny Domokos Múzeum, Komárom megyei tavaszi tárlat.
- 1988 Hatvan, Hatvani Galéria, Komárom megyei művészek tárlata.
- 1988 Tatabánya, Kernstok Terem, Groteszk Art.
- 1988 Budapest, Ernst Múzeum, Stúdió 88.
- 1988 Dunaújváros, MMK Galéria, Groteszk Art.
- 1989 Tatabánya, Kernstok Terem, Papír Art.
- 1989 Vác, Görög Templom Kiállítóterem, Feltámasztott Mimézis.
- 1989 Tatabánya, Kernstok Terem, Új Fétisek.
- 1989 Aalen, NSZK, Tatabányai Képzőművészek Tárlata.
- 1989 Tatabánya, Kernstok Terem, Süttői szobrászati szimpózium.
- 1989 Tatabánya, Kernstok Terem, Feltámasztott mimézis.
- 1990 Vác, Görög Templom Kiállítóterem, Mamut Art.
- 1990 Bécs–Köln–Budapest, Galerie Cult – Galeria 68 ELF  – Víztorony Galéria, Jó melóm.
- 1990 Kaposvár, Somogyi Képtár, VII. Dunántúli Tárlat.
- 1990 Budapest, Ernst Múzeum, Stúdió 9o.
- 1990 Tatabánya, Kernstok Terem, Mamut Art.
- 1991 Győr, Napóleon-ház, First International Biennial Of Graphic.
- 1991 Kaposvár, Somogy Megyei Múzeum, I. Országos Groteszk kiállítás.
- 1991 Tatabánya Kernstok Terem, Szó- Kép.
- 1991 Vác, Madách Galéria, Téli Tárlat.
- 1991 Tatabánya, Népház, Tatabányai Művészek Tárlata.
- 1991 Budapest, Magyar Nemzeti Galéria, Stúdió 91.
- 1992 Budapest, Ernst Múzeum, Stúdió 92.
- 1992 Graz, Neue Galerie Graz, ACHT UNGarn.
- 1992 Esztergom, Vármúzeum Rondella, Komárom-Esztergom Megyei Tárlat.
- 1993 Imatra, Nurmesz, Kuopio, Finnország. Young Hungarian Artist in Finland.
- 1993 Nagykőrös, IV. Nagykőrösi Grafikai Tárlat.
- 1993 Tata, Vár, Hommage á Vaszary, Kortárs Képzőművészeti Kiállítás.
- 1993 Budapest, Budapest Galéria Lajos utcai Kiállítóháza, Stúdió 93.
- 1993 Tatabánya, A Közművelődés Háza, Őszi Tárlat.
- 1993 Kaposvár, Somogyi Képtár, Groteszk 2.
- 1993 Vác, Görög Templom Kiállító terem, Új Szerzemények.
- 1993 Budapest, Ernst Múzeum. Pop Art.
- 1994 Dunaújváros, Kortárs Művészeti Fesztivál, Fény-Hang-Szín-Tér.
- 1994 Szófia, Magyar Kulturális Intézet, Pop Art.
- 1994 Budapest, Ernst Múzeum, A 80-as évek képzőművészete.
- 1994 Tatabánya, A Közművelődés Háza, II. Őszi Tárlat.
- 1995 Budapest, Műcsarnok, Helyzetkép, Magyar Szobrászat.
- 1995 Esztergom, Balassa Múzeum, II. Országos Pasztell Biennálé.
- 1995 Budapest, Vigadó Galéria, Stúdió 95.
- 1996 Vác, Görög Templom Kiállítóterem, Ex voto c. Trompel oeil.
- 1996 Kaposvár, Vaszary Képtár, International Festivival Of Grotesque No.3.
- 1996 Dunaújváros, MMK. Instrumentum, Mobil fesztivál.
- 1997 Budapest, Műcsarnok, Magyar Szalon 97.
- 1997 Tata, Kuny Domokos Múzeum, Hommage Á Vaszary.
- 1997 Esztergom, Vármúzeum, Rondella, III. Országos Pasztell Biennálé.
- 1997 Tatabánya, Városi Múzeum, IV. Őszi Tárlat.
- 1997. Kaposvár, Vaszary Képtár, III. Nemzetközi Mail Art Kiállítás.
- 1998 Budapest, Újpest Galéria, Közép-Kelet – Európai Képeslap.
- 1998 Dunaszerdahely, Kortárs Magyar Galéria, Perszonáliák.
- 1999 Kaposvár, Vaszary Képtár, IV. Országos Groteszk kiállítás.
- 1999 Tatabánya, Szabadtéri Bányászati Múzeum, Fémszobrász Szimpózium kiállítása.
- 1999 Dunaújváros, Zenélő Szoborpark, Móder Rezső Kortárs gyűjteménye – Kultúrköz 3.
- 1999 Kaposvár Vaszary Képtár, I. Országos Papírművészeti Kiállítás.
- 2000 Tatabánya, Kortárs Galéria, V. Millenniumi Tatabányai Őszi Tárlat.
- 2000 Vác, Tragor Ignác Múzeum Görög Templom Kiállítóterme, Új szerzemények
- 2000 Budapest, Nádor Galéria, Tér-rajz.
- 2001 Budapest, Műcsarnok, Szobrászaton innen és túl.
- 2002 Tatabánya, Városi Múzeum, VI. Őszi tárlat,
- 2002 Budapest, Csepel Galéria, Abádszalóki Nemzetközi Művésztelep kiállítása.
- 2002 Szombathely, Szombathelyi képtár – GYŰJTŐK-GYŰJTEMÉNYEK tárlata.
- 2002 Tatabánya, Kortárs Galéria, Kortárs jubileumi kiállítás.
- 2002 Budapest, Fészek Művészklub, -Alátét- Coaster.
- 2003 Budapest, Bank Center, Abádszalóki Nemzetközi Művésztelep kiállítása.
- 2003 Budapest, Vigadó Galéria, Magyar Szobrásztársaság kiállítása.
- 2003 Abádszalók, Tópaletta, Abádszalóki Nemzetközi Művésztelep kiállítása.
- 2003 Budapest, Vízivárosi Galéria, Váci Tragor Ignác Múzeum Gyűjteménye.
- 2004 Szolnok, Garden Hotel Galéria, Euró-tópaletta.
- 2004 Abádszalók, Tópaletta – Abádszalóki Nemzetközi Művésztelep kiállítása.
- 2005 Budapest, Kogart FMK –azok a 8o-as évek.
- 2005 Budapest, Ráday utca – Kultucca papírvarázs fesztivál.
- 2005 Budapest, Palme ház, MAOE ösztöndíjasok kiállítása.
- 2005 Abádszalók, Nemzetközi Művésztelep kiállítása.
- 2005 Tatabánya, Tatabányai Múzeum, VII. őszi tárlat.
- 2005 Budapest, Galéria IX, Hommage a Hernádi Gyula
- 2005 Kaposvár, III. Országos papírművészeti kiállítás
- 2005 Kalocsa, VII. Tatabányai őszi tárlat
- 2005 Tatabánya, Tatabányai Múzeum, X. KÉP-ZE-LET Nemzetközi Szobrász Szimpózium Kiállítása
- 2006 Pécs, Pécsi Galéria, Magyar szobrásztársaság kiállítása
- 2007 Budapest, Erdős Renée Ház, V. Kő kisszobor és szobrászrajz biennálé
- 2007 Szentendre, MűvészetMalom, Mágia, Magyar Szobrásztársaság kiállítása
- 2007 Tatabánya, Tatabányai Múzeum, VIII. Őszi tárlat
- 2008 Róma, Római Magyar Akadémia, Minden út, Tutte le strade, Mostra dei borsisti degli anni 2006-2008
- 2008 Tatabánya, Tatabányai Múzeum, 11. KÉP-ZE-LET Nemzetközi Szobrász Szimpózium Kiállítása
- 2008 Dunaszerdahely, Dunaszerdahelyi Galéria Magyar képzőművészek kiállítása
- 2008 Tatabánya, Kortárs galéria, In memoriam Leonardo da Vinci
- 2009 Szentendre, Művészet Malom, Dedukció, I. Országos szobrász Biennále
- 2009. Kaposvár, VII. Országos Groteszk Kiállítás
- 2009 Budapest, Renée szín-tér képző – és iparművészeti kiállítás
- 2010 Budapest, Víztorony galéria, – Torzió
- 2010 Tatabánya, Tatabányai Múzeum, 12. KÉP-ZE –LET Nemzetközi Szobrász Szimpózium kiállítása
- 2011 USA Acton,.CAI. New Art Archeology
- 2012 Budapest, Ökollégium Art galéria, Dada ma
- 2012 Tatabánya, Tatabányai Múzeum, 13. KÉP-ZE-LET Nemzetközi Szobrász Szimpózium kiállítása
- 2013 Olaszliszka, Francia-Magyar képzőművészet – Kelet-Európai Modern Képtár.
- 2013 Tatabánya, Agora – Kortárs galéria, Időtlen derengés, Megyei tavaszi tárlat.
- 2013 Tatabánya, Őszi tárlat.
- 2013 Olaszliszka, Olasz-Magyar Kiállítás, Műv. Ház.
- 2013 Budapest, Óbudai Egyetem,Víz, Élet, Művészet – a Bodrog ÖkoArt, Olaszliszkai Nemzetközi művésztelep kiállítása.
- 2014 Budapest, Bálna, BálnArt Projekt,- Színek és formák.
- 2015 Budapest, Műcsarnok, Nemzeti szalon – Tár-hely.
- 2015 Kaposvár, IX. Groteszk Art.
- 2015 Budapest, Fővárosi Állat- és Növénykert, animArt, Szabadtéri szoborkiállítás.
- 2015 Szentendre, Művészet Malom, Harmónia, MAOE kiállítás.
- 2016 Budapest, Stefánia Szoborpark – Őszi Kiállítás. Stefánia Palota.
- 2016 Budapest, Stúdió 58-89, Fiatal Képzőművészek Stúdiója retrospektív kiállítása. Budapest Galéria, Lajos Utcai Kiállítóterem.
- 2017 Budapest, Műcsarnok,Kivonat az ezredforduló képzőművészetéből 1985.2015. 30x30.

## Művek közgyűjteményben
- Magyar Nemzeti Galéria, Budapest. Csillag tonzúra, olaj, vászon, 200 x 270 cm.
- Szombathelyi Képtár, Szombathely. A dög, no 3. olaj, vászon, 150x210 cm.
- Tragor Ignác Múzeum Vác, B52 Interakció, no 7. olaj, vászon, 200x 250 cm.
- Fiatal Képzőművészek Stúdiója, Budapest, B52 Interakció, no. 3. akril, selyem, 70x50 cm.
- Tragor Ignác Múzeum Vác, B52 Interakció, no. 3. olaj, vászon 140x 120 cm.
- Tatabányai Múzeum, Tatabánya, Iparlovag, papírszobor, 110x40x70 cm.
- Kuny Domokos Múzeum, Tata, Endzsi, olaj, vászon 120x100 cm.
- Városi Önkormányzat, Tatabánya, Nyilatkozat, akril, selyem, 50x70 cm.
- Városi Önkormányzat, Tatabánya, B52 Interakció, no. 3. akril, selyem 50x70 cm.
- Kuny Domokos Múzeum, Tata, B52 Interakció, no. 3. akril, selyem.
- Tragor Ignác Múzeum, Vác, Parádé, olaj, vászon, 160x140 cm.
- Tatabányai Múzeum, Tatabánya, Lazúrkő, olaj, vászon, 188x 150 cm.
- Tatabányai Múzeum, Tatabánya, Barrichelló győzelmére, polikróm márványszobor,120x80x40 cm.
- Salzburg városi gyűjtemény, Salzburg, Polikróm szoborvázlat, akril, ceruza, papír, 50x70 cm
- Dunaszerdahely, városi képzőművészeti gyűjtemény, hajlított forma, polikróm márvány 80x40x30 cm

## Díjak
- 1985, 1988 – Stúdió szakmai ösztöndíj.
- 1987, Komárom Megyei Fiatal Művészek Tárlata, Megyei Tanács díja.
- 1988, Komárom Megyei Tavaszi Tárlat, Nívódíj.
- 1989, Komárom Megyei Ösztöndíj.
- 1990, VII. Dunántúli Tárlat, Pécs Városának díja.
- 1991, Tatabányai Őszi Tárlat, Tatabánya város díja.
- 1992, Komárom Esztergom Megyei Tárlat, Komárom Esztergom Megyei Önkormányzat díja.
- 1993, Országos Groteszk Kiállítás, Kaposvár Megyei Jogú Város díja.
- 1994, Tatabányai Művészeti Alapítvány Nívódíja.
- 1998, Tatabányai Művészeti Alapítvány Nívódíja.
- 2001, Tatabányai Művészeti Alapítvány Millenniumi nívódíja.
- 2003 Tatabányai Művészeti Alapítvány Nívódíja.
- 2004, MAOE Alkotói ösztöndíj.
- 2006. Római Magyar Akadémia ösztöndíja.
- 2007, V. Kő kisszobor és szobrászrajz biennáléé – Haraszty-díj.
- 2008, Salzburgi ösztöndíj/Budapest Fővárosi Önkormányzat